# Fanny Blankers-Koen Stadion
Fanny Blankers-Koen Stadion (dawniej Stadion Veldwijk) – wielofunkcyjny stadion w Hengelo, w Holandii. Został otwarty w 1948 roku. Może pomieścić 15 200 widzów. W przeszłości służył głównie meczom piłkarskim i zawodom żużlowym, obecnie jest wykorzystywany przede wszystkim przez lekkoatletów.
Obiekt został otwarty w 1948 roku i początkowo znany był jako Stadion Veldwijk. Arena służyła głównie żużlowcom oraz piłkarzom. Na stadionie w latach 1955–1967 swoje spotkania na poziomie profesjonalnym rozgrywali piłkarze klubu HVV Tubantia. Od lat 80. XX wieku stadion jest głównie areną zmagań lekkoatletycznych. Obiekt zyskał wówczas nową nazwę, na cześć wszechstronnej lekkoatletki Fanny Blankers-Koen. Od roku 1981 na arenie rokrocznie rozgrywany jest mityng lekkoatletyczny Fanny Blankers-Koen Games. W 2007 roku na stadionie rozegrano 19. Mistrzostwa Europy Juniorów w Lekkoatletyce.